# Старе Мартьяново
Старе Мартья́ново (рос. Старое Мартьяново) — присілок в Зав'яловському районі Удмуртії, Росія.
Розташоване на невеликій річці Мартьяновка, лівій притоці Позимі. На східній околиці присілка розташований Іжевський аеропорт. В Старому Мартьяновому діє дитячий садочок.

## Населення
Населення — 1296 осіб (2010; 902 в 2002).
Національний склад станом на 2002 рік:
- удмурти — 66 %
- росіяни — 27 %

## Історія
До революції присілок входило до складу Сарапульського повіту Вятської губернії. За даними 10-ї ревізії 1859 року в 36 дворах присілка Мартьянова проживало 352 особи, працювали 2 млини та кузня. При утворенні Вотської АО, присілок увійшло до складу Зав'яловської волості Іжевського повіту. В 1925 році Старе Мартьяново входить до складу Новомартьяновської сільради з центром в сусідньому селі Нове Мартьяново. В 1950 році воно переходить до складу Зав'яловської сільради.

## Урбаноніми[5]
- вулиці — Зарічна, Ковальська, Крилатська, Лісова, Льотна, Нова, Польова, Ракетна, Сільська, Слов'янська, Спортивна, Центральна, Шкільна
- провулки — Ковальський, Літній, Льотний, Польовий, Шкільний